# Йоганн Януш
Йоганн Януш (нім. Johann Janusz; 14 червня 1882, Цнайм — 6 квітня 1952, Відень) — австро-угорський, австрійський і німецький офіцер, генерал-майор.

## Біографія
18 червня 1902 року вступив у австро-угорську армію. Учасник Першої світової війни, після завершення якої продовжив службу в австрійській армії. Після аншлюсу 15 березня 1938 року автоматично перейшов у вермахт. 30 квітня вийшов у відставку, проте залишився в розпорядженні вермахту.
З 23 липня 1940 року — комендант фронтового табору для полонених 230 у Франції. З 5 вересня 1940 року — командувач району військовополонених 3 (Сербія), з 18 грудня 1940 року — району військовополонених Е. З 1 липня 1941 року — комендант табору для полонених офіцерів 8 Е (Йоганнісбрунн).19 травня 1942 року відправлений у резерв фюрера. 31 липня звільнений у відставку.

## Звання
- Кадет-виконувач обов'язків офіцера (18 червня 1902)
- Лейтенант (1 листопада 1903)
- Обер-лейтенант (1 листопада 1909)
- Гауптман (1 січня 1915)
- Майор (1 січня 1920)
- Титулярний оберст-лейтенант (23 червня 1923)
- Оберст-лейтенант (23 квітня 1930)
- Оберст (15 березня 1934)
- Генерал-майор (21 червня 1937)
- Генерал-майор до розпорядження (30 квітня 1938)

## Нагороди
- Ювілейний хрест
- Пам'ятний хрест 1912/13
- Бронзова і срібна медаль «За військові заслуги» (Австро-Угорщина) з мечами
- Хрест «За військові заслуги» (Австро-Угорщина) 3-го класу з військовою відзнакою і мечами
- Орден Залізної Корони 3-го класу з військовою відзнакою і мечами (нагороджений двічі)
- Військовий Хрест Карла
- Залізний хрест 2-го класу
- Пам'ятна військова медаль (Австрія) з мечами
- Срібний почесний знак «За заслуги перед Австрійською Республікою»
- Хрест «За вислугу років» (Австрія) для офіцерів
  - 2-го класу (25 років)
  - 1-го класу (35 років; 18 серпня 1937)
- Пам'ятна військова медаль (Угорщина) з мечами
- Орден Заслуг (Австрія), лицарський хрест 1-го класу
- Почесний хрест ветерана війни з мечами
- Медаль «За вислугу років у Вермахті» 4-го, 3-го, 2-го і 1-го класу (25 років)